# Borniola taieriensis
Borniola taieriensis är en musselart som först beskrevs av Powell 1939.  Borniola taieriensis ingår i släktet Borniola och familjen Lasaeidae. Inga underarter finns listade i Catalogue of Life.